# ابوالعباس جرجانی
ابوالعبّاس جُرجانی (؟-۱۰۸۹) فقیه، محدث، قاضی و ادیب عربی ایرانی در سدهٔ پنجم هجری بود. او در گرگان متولد شد ولی بیشتر در عراق زیست و قاضی بصره شد. «کنایات الأدباء اشارت البُلغا»، «التحریر»، «البُلغة»، «الشافی»، «المُعایاة» از آثار اوست که بیشتر در فقه است. 